# Cesário Melantonio Neto
Cesário Melantonio Neto (* 31. Oktober 1949 in São Paulo) ist ein brasilianischer Diplomat.

## Laufbahn
Cesário Melantonio Neto, Sohn von Margot Elfriede Melantonio und Oswaldo Melantonio, studierte Recht an der Universität Brasília und internationale Wirtschaft an der École nationale d’administration in Straßburg. Am Instituto Rio Branco (brasilianische Diplomatische Akademie) absolvierte er einen Studiengang auf dem Master-Niveau und wurde dort promoviert.
Am 2. Februar 1972 trat er als Gesandtschaftssekretär dritter Klasse in den auswärtigen Dienst. Am 19. April 1976 wurde er zum Gesandtschaftssekretär zweiter und am 20. November 1980 zum Gesandtschaftssekretär erster Klasse befördert.
Am 17. Dezember 1986 wurde er Gesandtschaftsrat, am 24. Juni 1992 Gesandter und am 13. Dezember 2000 Botschafter. 1972 wurde er in der Abteilung Protokoll und Handel beschäftigt. 1975 war er Gesandtschaftssekretär dritter Klasse in Paris, wo er von 1975 bis 1976 die Handelsabteilung und 1977 die Abteilung Technik leitete. 1978 bis 1980 leitete er die brasilianische Kulturabteilung in Mexiko-Stadt. Von 1979 bis 1980 war er Assistent der Abteilung Westeuropa. Von 1980 bis 1981 war er Assistent der Personalabteilung. Von 1982 bis 1983 leitete er als Gesandtschaftssekretär erster Klasse die Handelsabteilung in Madrid.
Im Jahr 1983 war er Geschäftsträger in Teheran, der Hauptstadt von Iran. Von 1984 bis 1985 war er Assistent des protokollarischen Dienstes. Von 1985 bis 1987 war er Verbindungsbeamter zum Nationalkongress. 1986 war er Geschäftsträger in Kinshasa. Von 1987 bis 1990 leite er in Rom die Bereiche Öffentlichkeitsarbeit und internationale Politik. Von 1990 bis 1992 war er Zeremonienmeister. Von 1993 bis 1996 war er Generalkonsul in Frankfurt am Main. Von 1997 bis 2001 war er Bürovorsteher des Außenministers. Von 2001 bis 2004 war er Botschafter in Teheran. Von 2004 bis 2008 war er Botschafter in Ankara und zeitgleich bei der Regierung in Baku akkreditiert.
Von 2008 bis Dezember 2011 war er Botschafter in Kairo, mitakkreditiert für Eritrea. Seit Ende 2011 ist er Ambassador at Large für den Mittleren Osten.